# Tham Nghị viện
Tham Nghị viện (参議院 Sangiin) là Thượng viện của Quốc hội Nhật Bản, còn Chúng Nghị viện là Hạ viện. Tham Nghị viện trước chiến tranh là Quý Tộc viện.
Tham Nghị viện có 242 thành viên với nhiệm kỳ 6 năm. Nghị viên phải có độ tuổi trên 30 so với 25 tuổi ở Hạ viện. Tham Nghị viện không bao giờ bị giải thể chỉ có một nửa số nghị viên được bầu tại mỗi cuộc bầu cử.

## Cơ cấu tổ chức
Nhiệm kỳ của lãnh đạo Thượng viện không được quy định trong Luật Quốc hội và Quy tắc Thượng viện, trong thực tế, nó thường được thay thế sau mỗi cuộc bầu cử. Ngoài ra, sau khi nhậm chức nghị trưởng và phó nghị trưởng, các thành viên sẽ được tách ra khỏi Thượng viện và trở thành thành viên độc lập.

### Lãnh đạo Thượng viện
Lãnh đạo Thượng viện gồm:
- Nghị trưởng
- Phó Nghị trưởng
- Tổng thư ký

Lãnh đạo hiện tại
| Chức vụ           | Chức vụ         | Họ tên    | Họ tên             | Đảng phái (Trước đây) | Nhiệm kỳ từ          | Ghi chú |
| Tiếng Nhật        | Tiếng Việt      | Kanji     | Romaji             | Đảng phái (Trước đây) | Nhiệm kỳ từ          | Ghi chú |
| ----------------- | --------------- | --------- | ------------------ | --------------------- | -------------------- | ------- |
| 議長 Gichō        | Nghị trưởng     | 関口 昌一 | Sekiguchi Masakazu | Đảng Dân chủ tự do    | 11 tháng 11 năm 2022 |         |
| 副議長 Fuku Gichō | Phó nghị trưởng | 長浜 博行 | Nagahama Hiroyuki  | Đảng Dân chủ Lập hiến | 3 tháng 8 năm 2023   |         |

### Ủy ban Thường vụ
Ủy ban Thường vụ gồm các Ủy ban cố định được thành lập theo quy định của Luật tổ chức Quốc hội. Hiện tại Ủy ban Thường vụ gồm các Ủy ban.

## Đại biểu
Nghị sĩ không được kiêm cả hai viện cùng lúc, và nhiệm kỳ của thượng nghị sĩ là 6 năm, cứ 3 năm bầu lại một nửa số thành viên.
Thượng nghị sĩ nhận lương theo Ngân sách quốc gia và luật định.
Thượng nghị sĩ không thể bị bắt giam trong khóa họp Quốc hội; nếu thượng nghị sĩ bị giam trước khi khai mạc Quốc hội thì sẽ được phóng thích để dự khóa họp theo yêu cầu của Quốc hội. Đồng thời không thể bị truy tố vì những bài diễn thuyết, cách thảo luận hay bỏ phiếu tại Quốc hội.
Thượng nghị sĩ chỉ bị thu hồi toàn quyền tại Quốc hội khi nghị quyết tại Tham Nghị viện được thông qua với 2/3 số thành viên chấp thuận về việc bãi nhiệm. 